# マリオン郡 (アイオワ州)
マリオン郡 (英: Marion County) は、アメリカ合衆国アイオワ州に位置する郡である。人口は32,052人（2000年）。郡庁所在地はノックスビルである。この郡はアメリカ独立戦争のサウスカロライナ州出身准将フランシス・マリオンの名を取って命名された。

## 地理
アメリカ合衆国統計局によると、この郡は総面積1,478 km2 (571 mi2) である。このうち1,435 km2 (554 mi2) が陸地で42 km2 (16 mi2) が水地域である。総面積の2.86%が水地域となっている。

### 隣接する郡
- ジャスパー郡 (北)
- マハスカ郡 (東)
- モンロー郡 (南東)
- ルーカス郡 (南西)
- ウォーレン郡 (西)

## 人口動勢

2000年国勢調査に基づくマリオン郡の人口ピラミッド

2000年国勢調査で、この郡は人口32,052人、12,017世帯、及び8,532家族が暮らしている。人口密度は22/km2 (58/mi2) である。9/km2 (23/mi2) の平均的な密度に12,755軒の住宅が建っている。この郡の人種的な構成は白人97.46%、アフリカン・アメリカン0.42%、先住民0.19%、アジア1.03%、太平洋諸島系0.04%、その他の人種0.22%、及び混血0.64%である。ここの人口の0.80%はヒスパニックまたはラテン系である。
この郡内の住民は25.30%が18歳未満の未成年、18歳以上24歳以下が10.20%、25歳以上44歳以下が26.50%、45歳以上64歳以下が22.10%、及び65歳以上が15.90%にわたっている。中央値年齢は37歳である。女性100人ごとに対して男性は98.60人である。18歳以上の女性100人ごとに対して男性は95.80人である。
この郡の世帯ごとの平均的な収入は42,401米ドルであり、家族ごとの平均的な収入は50,052米ドルである。男性は36,460米ドルに対して女性は25,573米ドルの平均的な収入がある。この郡の一人当たりの収入 (per capita income) は18,717米ドルである。人口の7.60%及び家族の5.20%は貧困線以下である。全人口のうち18歳未満の8.70%及び65歳以上の10.80%は貧困線以下の生活を送っている。

## 都市及び町
- ノックスビル (Knoxville)
- コロンビア (Columbia)
- ダラス (Dallas)
- ハミルトン (Hamilton)
- ハービー (Harvey)
- プレゼントビル (Pleasantville)
- スワン (Swan)
- Bussey
- Melcher
- Melcher-Dallas
- Otley
- Pella
- Tracy

### 郡区
- クレイ郡区
- ダラス郡区
- フランクリン郡区
- インディアナ郡区
- ノックスビル郡区
- レイクプレーリー郡区
- リバティ郡区
- プレザントグローブ郡区
- レッドロック郡区
- サミット郡区
- ユニオン郡区
- ワシントン郡区